# Anna-Kaisa Liedes
Anna-Kaisa Liedes (Haukipudas, 1962) is een Finse zangeres en kantelespeelster. Ze staat bekend om haar vocale improvisaties en speelde een belangrijke rol in de ontwikkeling van de moderne Finse folk.

## Geschiedenis
Anna-Kaisa Liedes speelde als kind in verschillende groepen en begon in 1992 te studeren aan de Sibeliusacademie in Helsinki. Het jaar erop stapte ze over naar de nieuw opgerichte folkafdeling. Ondertussen is ze afgestudeerd als doctor in de muziekwetenschappen en geeft ze les aan diezelfde academie.
Tijdens haar studententijd begon ze te spelen in het gezelschap Niekku dat de moderne Finse folk op de kaart zette en gaf ze ondersteuning aan Tallari. 
Anna-Kaisa Liedes maakte verschillende a capella-composities en werkte samen met accordeoniste Maria Kalaniemi en percussionist Petri Korpela.
Meer traditionele folk speelde ze met het Anna-Kaisa en UTUA ensemble. Liedes maakte in 2003 ook de muziek voor de film Jumalan Morsian.
Momenteel speelt ze vooral met de a cappela groep MeNaiset die in 1992 aan de Sibeliusacademie werd opgericht. De groep is geënt op de Fins-Oegrische traditie en experimenteert met nieuwe manieren om de menselijke stem te gebruiken.

## Discografie

### Niekku
- Niekku. 1987.
- Niekku 2. 1989.
- Niekku 3. 1989.

### MeNaiset
- - Menaiset (1995)
- - MeNaiset & Toorama: Mastorava (2001)
- - Kelu (2010)

### Solo
- - Anna-Kaisa Liedes: Kuuttaren korut (1994)
- - Anna-Kaisa Liedes: Oi miksi (1994)
- - Kalaniemi - Laitinen - Liedes: Pidot!  (1997)
- - Anna-Kaisa Liedes & Petri Korpela: Sound-Signal (2002).
- - Anna-Kaisa Liedes & UTUA : Texicalli (2004)
- - Anna-Kaisa Liedes (muziek) en Jyrki Karttunen (dans): DVD Emotions in man (2004)
- - Anna-Kaisa Liedes, Abdissa Assefa, Timo Väänänen: Äänikuvia - Soundscapes (2005)
- - Anna-Kaisa Liedes : Lelo. (Melodieën en liederen van Fins-Ugrische volkeren) (2006)

- International Standard Name Identifier: 0000 0003 7285 0971
- MusicBrainz: c52200a0-8088-4dc7-b3d7-91b58f02419d